# Sinp’o
Sinp’o (kor. 신포) – miasto portowe położone na wybrzeżu Morza Japońskiego, w prowincji Hamgyŏng Południowy, w Korei Północnej. Liczy ok. 153 tys. mieszkańców. Rybołówstwo, przemysł spożywczy i włókienniczy.